# Mauran
Mauran är en kommun i departementet Haute-Garonne i regionen Occitanien i södra Frankrike. Kommunen ligger i kantonen Cazères som tillhör arrondissementet Muret. År 2022 hade Mauran 203 invånare.

## Befolkningsutveckling
Antalet invånare i kommunen Mauran
Referens:INSEE